# فرودگاه لیکس پالمادل
فرودگاه لیکس پالمادل (به انگلیسی: Lykes Palmdale Airport) یک فرودگاه است . این فرودگاه در کشور ایالات متحده آمریکا قرار دارد .